# Amalafrida
Amalafrida (fl. V secolo) è stata una principessa gota, figlia di Teodemiro, re degli Ostrogoti, e di sua moglie Ereleuva.
Fu sorella di Teodorico il Grande e madre di Teodato, anch'essi re degli Ostrogoti. Il suo secondo marito fu Trasamondo, re dei Vandali. Ebbe due figli: il sopra citato Teodato ed Amalaberga, che in seguito sposò Ermanafrido, ultimo re dei Turingi. Non si conosce chi fosse il padre di questi figli.